# Risleya
Risleya é um género botânico pertencente à família das orquídeas (Orchidaceae).